# Anolis peraccae
Artykuł ten został zgłoszony do umieszczenia na stronie głównej w rubryce „Czy wiesz”.
Pomóż nam go sprawdzić: oceń zgłoszoną nominację.
Anolis peraccae – gatunek jaszczurki z rodziny Anolidae. Występuje w zachodnim i północno-zachodnim Ekwadorze i sąsiednich obszarach południowo-zachodniej Kolumbii.

## Systematyka
Takson ten po raz pierwszy zgodnie z zasadami nazewnictwa binominalnego opisał w 1898 roku belgijsko-brytyjski przyrodnik George Albert Boulenger na łamach „Proceedings of the Zoological Society of London”, nadając mu nazwę Anolis peraccae. Jako miejsce typowe podał Chimbo w Ekwadorze. Syntyp MZUT 2358, Chimbo y Río Peripa, Ekwador. Nie wyróżnia się podgatunków.

### Etymologia
- Anolis (Anolius): karaibska nazwa Anoli dla „jaszczurki”[6].
- peraccae: Mario Giacinto Peracca (1861–1923), włoski herpetolog, który opisał wiele nowych rodzajów i gatunków gadów w Ekwadorze[7].

## Morfologia
Anolis peraccae to mała jaszczurka o długości całkowitej nieprzekraczającej 19 cm. Głowa niewielka, szpiczasta, z ciemnym wyraźnym pasem zaocznym. Tęczówka niebieska, powieki żółte. Tułów smukły, ogon cienki, długi, znacznie przekraczający długość tułowia, zaokrąglony, bez grzebienia ogonowego. Występuje dymorfizm płciowy. Grzbiet samców jest zielonkawobrązowy z ukośnymi czarnymi smugami, u samic występuje jasny pas kręgowy z ciemną obwódką. Fałd gardłowy szarobiały z niewielkimi przebarwieniami i rzędami szarych łusek. Anolis peraccae jest najbardziej podobny do Anolis anchicayae, Anolis fasciatus i Anolis festae. A. fasciatus różni się od A. peraccae pasami grzbietowymi, które otaczają siatkę jasnych plamek, oraz brakiem wyraźnego ciemnego pasa zaocznego. Podgardle u dorosłych samców A. peraccae jest jednolicie szarobiałe, podczas gdy u samców A. anchicayae jest szafranowożółte, a u samców A. festae jest białe z wyraźną czarną plamą z obu boków.
Wymiary:
|                        | Samiec | Samica |
| Długość całkowita (mm) | 175    | 183    |
| Długość SVL (mm)       | 52     | 48     |
| Długość TL (mm)        | 123    | 135    |

## Występowanie
Anolis peraccae występuje na wybrzeżach i zachodnich zboczach Andów w zachodnim i północno-zachodnim Ekwadorze oraz południowo-zachodniej Kolumbii (departament Nariño). W Ekwadorze stwierdzono go w prowincjach: Los Ríos, Pichincha, Santo Domingo de los Tsáchilas, Manabí, Imbabura, Cotopaxi, Esmeraldas, Santa Elena, Carchi i Guayas. Obserwowany był w zakresie wysokości 11–1555 m n.p.m.

## Ekologia i zachowanie
Anolis peraccae prowadzi dzienny tryb życia. Jego naturalnym habitatem są wiecznie zielone lasy nizinne i podgórskie, pastwiska z rozproszonymi drzewami, plantacje (np. palm, bananów i psianki lulo), wiejskie ogrody oraz obrzeża lasów wzdłuż rzek i dróg. Są aktywne w ciągu dnia od 7 do 17, gdy temperatura przekracza 19,8° C. Zwykle przebywają i polują na trawach i krzewach blisko gruntu do około 1 metra nad nim, chociaż spotykane były także na drzewach nawet do wysokości 15 m nad poziomem ziemi. Nocą, w celu spoczynku, siadają na liściach lub na cienkich gałęziach na wysokości do metra nad ziemią. Ich dieta to głównie owady: pluskwiaki, błonkoskrzydłe i prostoskrzydłe, ale obejmuje również mrówkowate, motyle, larwy owadów, mięczaki, pająki, zaleszczotki, rośliny i ich nasiona. Anolis peraccae jest gatunkiem jajorodnym.

## Status zagrożenia
W Czerwonej księdze gatunków zagrożonych IUCN Anolis peraccae jest klasyfikowany jako gatunek najmniejszej troski (LC, ang. Least Concern); ani wielkość, ani trend populacji nie są określone, wiadomo jedynie, że nie jest to gatunek rzadki. Gatunek ten wydaje się mieć stabilny trend populacji i jest obecny również na dużych obszarach chronionych, w tym w Parku Narodowym Machalilla.